# واسكس (دابوي الجنوبي)
واسکس (بالفارسية: واسکس) هي قرية تقع في إيران في قسم دابوي الجنوبی الريفي. يقدر عدد سكانها بـ 1,014 نسمة .